# Meranoplus oxleyi
Meranoplus oxleyi é uma espécie de formiga do gênero Meranoplus, pertencente à subfamília Myrmicinae.